# Samuel Charles Whitbread

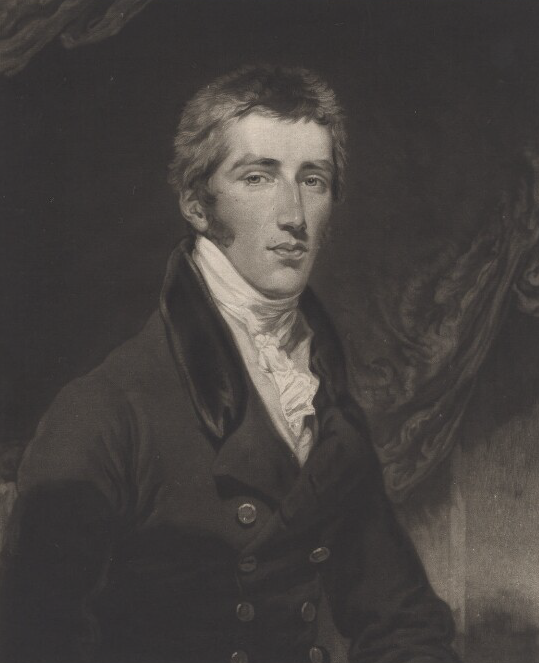
Samual Charles Whitbread (1820)

Samuel Charles Whitbread (* 16. Februar 1796; † 27. Mai 1879 in London) war ein britischer Politiker.

## Leben
Samuel Charles Whitbread war der jüngste Sohn von Samuel Whitbread aus dessen Ehe mit Lady Elizabeth Grey, Tochter des Charles Grey, 1. Earl Grey. Er wuchs zusammen mit einem älteren Bruder, William Henry Whitbread, und zwei Schwestern auf.
Samuel Charles Whitbread wurde von 1802 bis 1807 durch einen Privatlehrer unterrichtet. Anschließend besuchte er das Eton College und studierte am St. John’s College der University of Cambridge. 1819 wurde er zusammen mit seinem Bruder als Partner in der von ihrem Großvater gegründeten Brauerei aktiv. Bei den Unterhauswahlen 1820 wurde Whitbread als Knight of the Shire für Middlesex in das House of Commons gewählt. Diesem gehörte er bis 1830 an. Von 1831 bis 1832 bekleidete er das Amt des High Sheriff von Bedfordshire.
Whitbread war seit 1849 Fellow der Royal Astronomical Society. Von 1857 bis 1878 fungierte er als Schatzmeister der Gesellschaft. Des Weiteren war er 1850 eines der Gründungsmitglieder der British Meteorological Society und wurde 1854 Fellow der Royal Society.
Am 28. Juni 1824 heiratete er Hon. Julia Brand († 13. Oktober 1858), Tochter von Henry Otway Trevor, 21. Baron Dacre. Aus der Ehe gingen drei Söhne und drei Töchter hervor, unter anderem der spätere Abgeordnete Samuel Whitbread. Am 18. Februar 1868 heiratete er Lady Mary Stephenson Keppel († 20. September 1884), die Tochter von William Charles, 4. Earl of Albemarle und Witwe von Henry Frederick Stephenson.